# Frederick Muhlenberg

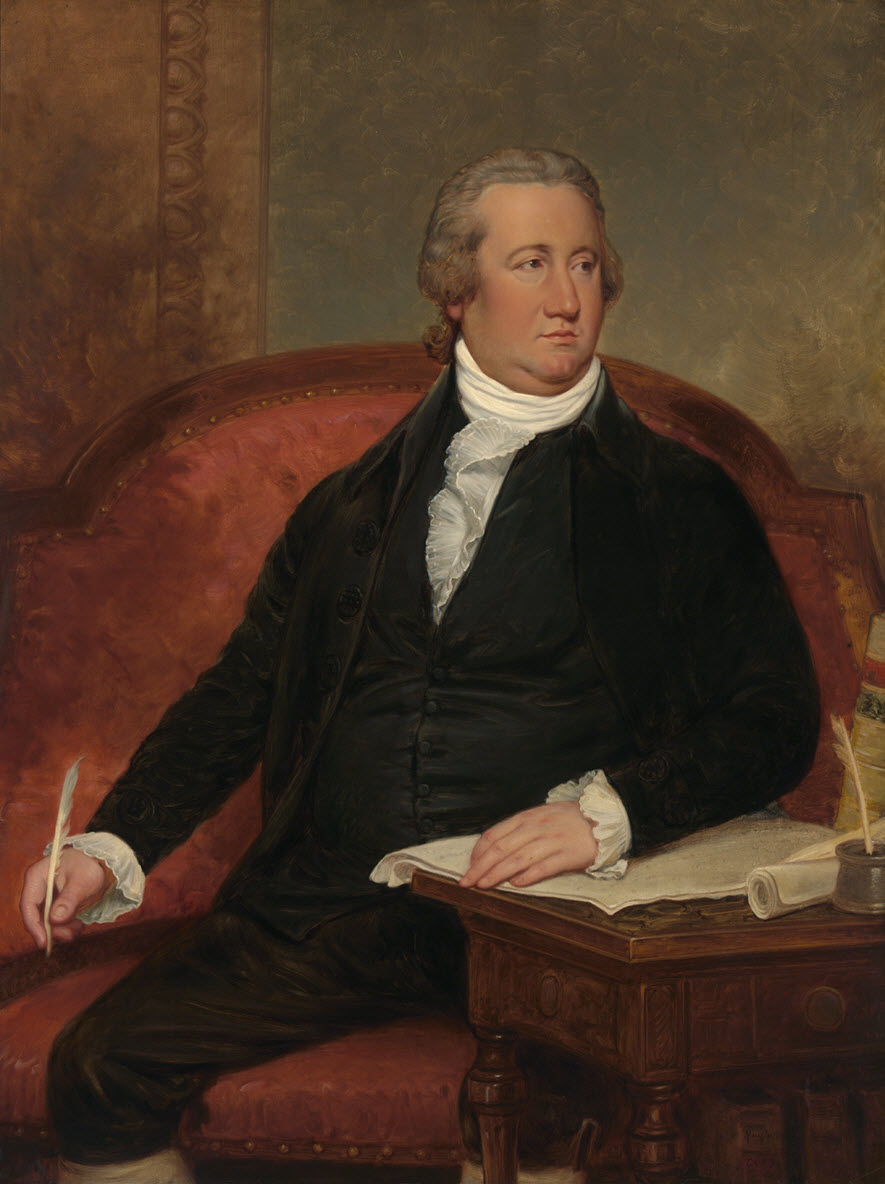
Frederick Muhlenberg

Frederick Augustus Conrad Muhlenberg (* 1. Januar 1750 in Trappe, Province of Pennsylvania; † 4. Juni 1801 in Lancaster, Pennsylvania) war ein US-amerikanischer Politiker deutscher Abstammung. Er war 1789 der erste Sprecher des Repräsentantenhauses.
Der im heutigen Montgomery County geborene Muhlenberg, dessen Vater Henry Melchior Muhlenberg als Patriarch des lutherischen Kirchenwesens in den USA gilt, wurde 1763 nach Halle in die Franckeschen Stiftungen (damals noch Glauchasche Anstalten) zur Schulausbildung geschickt. Er besuchte, ebenso wie seine Brüder Peter (1746–1807) und Heinrich (1753–1815) von 1763 bis 1769 die lateinische Schule (Latina). Er begann 1769 ein Studium der Evangelischen Theologie an der Universität in Halle und kehrte im September 1770 in seine amerikanische Heimat zurück. Er wirkte in mehreren Gemeinden Pennsylvanias als Pastor und zog 1779 als Abgeordneter zunächst in den Kontinentalkongress sowie später in das amerikanische Repräsentantenhaus ein, dessen Präsident des Ratifizierungsausschusses er 1787 für die Verfassung der Vereinigten Staaten war. Dort wurde er 1789 zum ersten Speaker und damit zum Präsidenten des Repräsentantenhauses im ersten Kongress gewählt. Zu diesem Zeitpunkt war er noch Mitglied der Pro-Administration-Fraktion, aus der später die Föderalistische Partei entstand. Auch im dritten Kongress wurde er in dieses Amt gewählt; mittlerweile war er zu den Democratic Republicans übergetreten. Er war 1789 einer der Unterzeichner der Bill of Rights.